# Convectorput

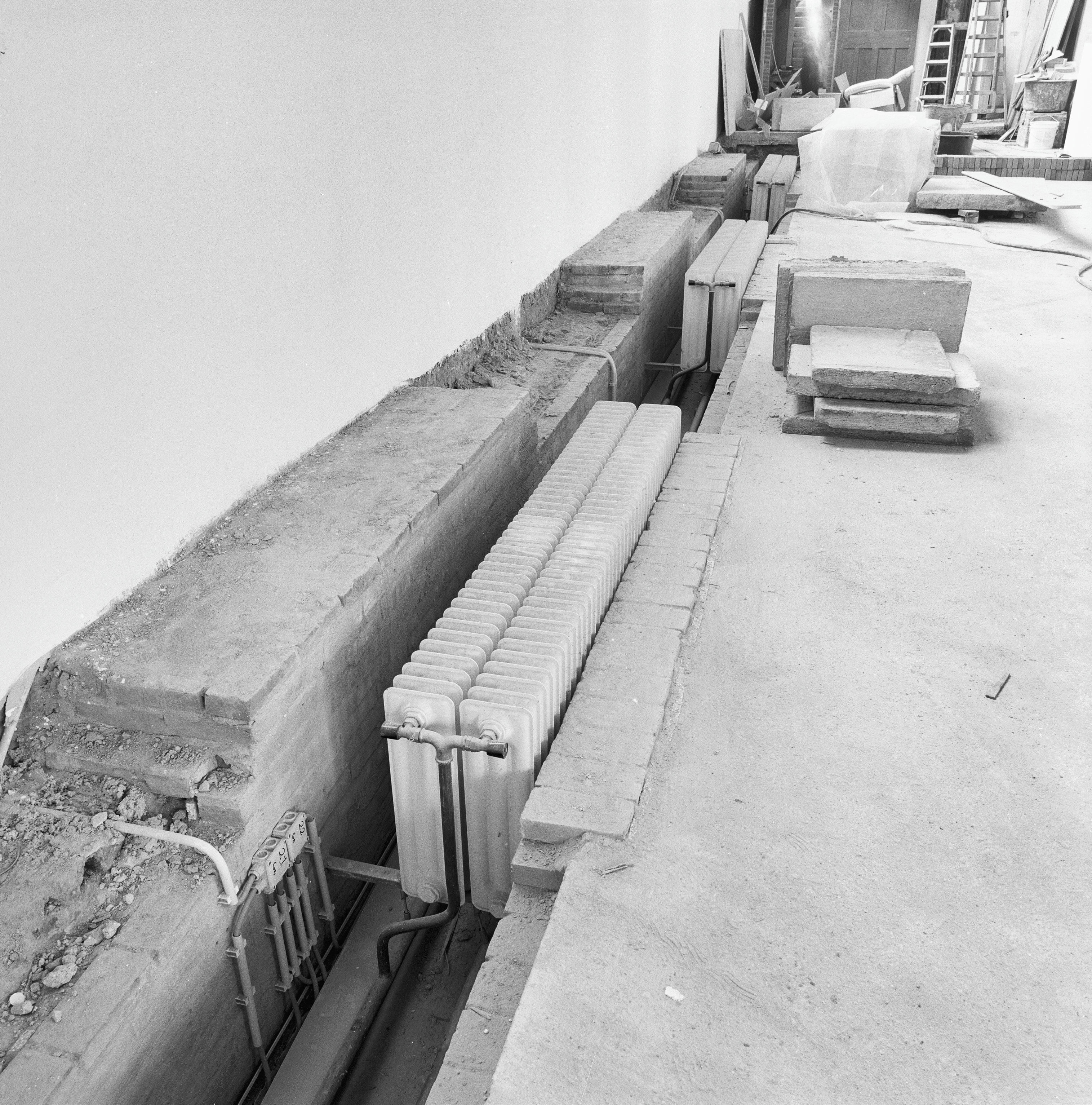
convectorputten in een huis in onderhoud.

Een convectorput is een verlaging in de vloer, afgedekt met een rooster, waaronder een verwarmingselement (bijvoorbeeld een radiator) verborgen zit. De verwarmde lucht stijgt door het geringere soortelijk gewicht (warme lucht stijgt), en verspreidt zich zodoende door de ruimte. Het voordeel van een convectorput is dat de radiatoren niet zichtbaar in de ruimte aanwezig zijn. Een nadeel is dat de vloer een rooster bevat, en daarmee niet meer "waterdicht" is. Ook verzamelen convectorputten veel stof en rommel.